# Abarán
Abarán település Spanyolországban, Murciában. Abarán Blanca, Cieza, Jumilla, Molina de Segura, Ricote és Fortuna községekkel határos. Lakosainak száma 13 000 fő (2024).

## Népesség
A település népessége az elmúlt években az alábbi módon változott:
| Lakosok száma | 12 425 | 12 804 | 12 968 | 12 991 | 13 110 | 13 086 | 13 089 | 12 964 | 12 992 | 13 000 |
|               | 2001   | 2004   | 2007   | 2009   | 2012   | 2014   | 2017   | 2019   | 2022   | 2024   |